# Anna Karlowna Woronzowa

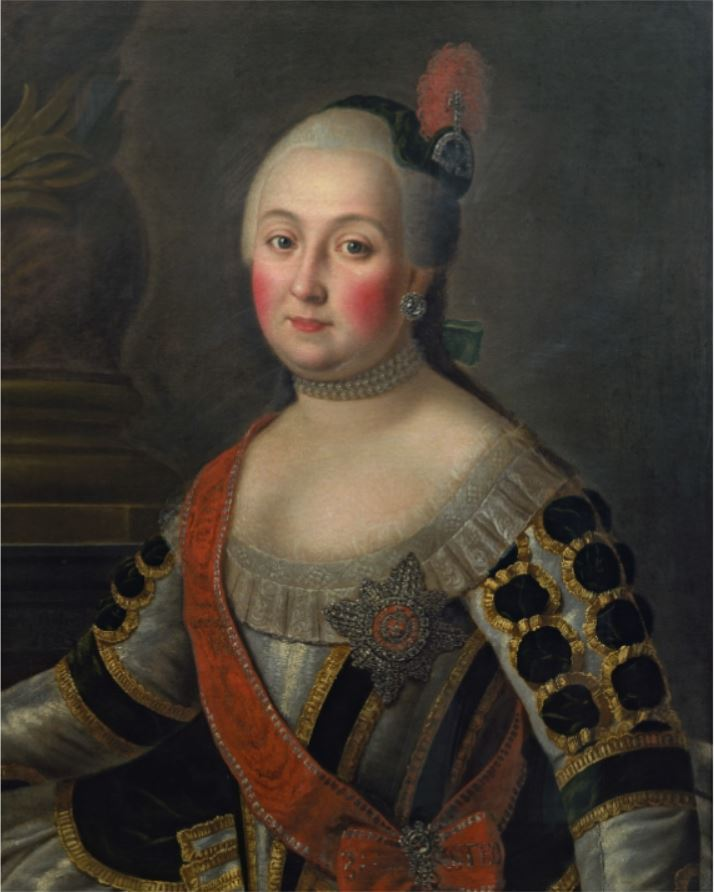
Anna Karlowna Woronzowa

Gräfin Anna Karlowna Woronzowa (russisch Анна Карловна Воронцова; * 7. Dezember 1722; † 31. Dezember 1775 in Sankt Petersburg) war eine russische Adlige und Obersthofmeisterin. Sie war die Nichte von Zarin Katharina I. und Cousine von Zarin Elisabeth Petrowna.

## Leben
Sie war die Tochter von Graf Karl Skawronski, einem gebürtigen Litauer, der zunächst als Stalljunge einer kurländischen Poststation arbeitete und darauf von seinem künftigen Schwager Zar Peter I. in Sankt Petersburg erzogen wurde. 1727 erhob ihn seine Schwester Zarin Katharina I. in den erblichen russischen Grafenstand. Ihre Cousine Zarin Elisabeth Petrowna machte Anna Karlowna zur Hofdame und arrangierte ihre Verheiratung mit dem Kammerherrn, Politiker und späteren Großkanzler Graf Michail Larionowitsch Woronzow. Anna Karlowna fungierte zuletzt unter Zarin Katharina II. als Obersthofmeisterin und wurde Dame des Ordens der Heiligen Katharina. Großfürst Paul betitelte sie als Tante. Anna Karlowna Woronzowa starb am 31. Dezember 1775 in Sankt Petersburg und wurde auf dem Friedhof des Alexander-Newski-Klosters beigesetzt. Ihre einzige Tochter Anna Michailowna Stroganowa heiratete den Politiker Graf Alexander Sergejewitsch Stroganow.

## Auszeichnungen
- Russischer Orden der Heiligen Katharina, Großkreuz